# Akira Kudo
Akira Kudo (n. 1 ianuarie 1954, Prefectura Iwate, Japonia) este un luptător ce a reprezentat Japonia, medaliat olimpic. A participat la o ediție a Jocurilor Olimpice (1976) în care a câștigat o medalie de bronz.

## Participări
Lista de mai jos prezintă principalele competiții la care a participat Akira Kudo de-a lungul carierei.
- wrestling at the 1976 Summer Olympics – men's freestyle 48 kg[*]